# Kocsi Csergő János
Kocsi Csergő János (Kocs, 1647 – Debrecen, 1711 első fele) református lelkész, a Tiszántúli református egyházkerület püspöke 1700-tól haláláig. Korának jelentős hittudósa, és költőként is ismert.

## Élete
Debrecenben tanult, hol a tógás deákok közé 1669-ben vették föl, később a kollégiumban a poétáknak és rhétoroknak tanítója lett, a seniorságot is viselte, majd a zürichi és a marburgi egyetemen tanult; hazájába visszatérve, 1678-ban a szatmári iskola tanárának választották meg. Ezt a hivatalát 1684-ben a Bereg vármegyei vári lelkészséggel cserélte föl. 1694-ben a debreceni kollegium rektora és teológiatanára lett. 1700. június 27.-én a debreceni zsinaton püspöki hivatalra emelték. Ezt tíz évig viselte és hét zsinatot tartott. Az egyháztörténetnek nagy kedvelője volt, megszerezte a kéziratban levő egyháztörténeti munkákat, különösen a reformáció kezdetéről és előmeneteléről a 17. század elejéig írtakat, mit Ember Pál (Lampe) Egyháztörténete ajánlólevelében fölemlít.

## Munkái
- Dissertatio de Cognitione Dei Naturali. Debrecen, 1703. (Neve a címlapon Joannes Kocsi.)
- A Szilágyi Tönkő Márton halálára írt versei a Honor posthumusban (Debrecen, 1700) jelentek meg; üdvözlő levele 1708-ból Ember Pálhoz, Lampenál.
- A Malleus 15. Dilemmatum című munkát is neki tulajdonítják.